# Börcs
Börcs là một thị trấn thuộc hạt Győr-Moson-Sopron, Hungary. Thị trấn này có diện tích 12,78 km², dân số năm 2010 là 1300 người, mật độ 102 người/km².